# Tyrrell 022
La Tyrrell 022 è una monoposto di Formula 1, costruita dalla scuderia inglese Tyrrell per partecipare al Campionato mondiale di Formula 1 1994. La vettura era alimentata da un motore Yamaha OX10B con architettura V10  da 3.5 litri ed era guidata dal giapponese Ukyo Katayama e dal britannico Mark Blundell.

## La stagione
La monoposto dimostrò di aver fatto dei grandi passi avanti rispetto alla sua antenata del 1993, riuscendo finalmente a tornare a punti e con discreta regolarità: in totale i due piloti raccolsero ben 6 risultati utili fra cui spiccò il 3º posto di Blundell in Spagna, che fu il primo podio per il team dal Gran Premio del Canada 1991, nonché l'ultimo della sua storia.
Nel complesso però la 022 si dimostrò una monoposto da metà griglia, ma soprattutto poco affidabile: molti furono i guasti meccanici nel corso della stagione, a cui si aggiunsero anche ritiri per incidenti o altri errori che privarono i due piloti di possibili buone occasioni.
Il team chiuse la stagione 7ª nel campionato costruttori con 13 punti, a parimerito con la Ligier, con quest'ultima favorita però dai migliori piazzamenti

## Risultati completi
| Anno | Team                        | Motore               | Gomme | Piloti   |     |     |   |     |     |     |     |     |     |     |     |     |     |    |     |     | Punti | Pos. |
| ---- | --------------------------- | -------------------- | ----- | -------- | --- | --- | - | --- | --- | --- | --- | --- | --- | --- | --- | --- | --- | -- | --- | --- | ----- | ---- |
| 1994 | Tyrrell Racing Organisation | Yamaha OX10B 3.5 V10 | G     | Katayama | 5   | Rit | 5 | Rit | Rit | Rit | Rit | 6   | Rit | Rit | Rit | Rit | Rit | 7  | Rit | Rit | 13    | 7º   |
| 1994 | Tyrrell Racing Organisation | Yamaha OX10B 3.5 V10 | G     | Blundell | Rit | Rit | 9 | Rit | 3   | 10  | 10  | Rit | Rit | 5*  | 5   | Rit | Rit | 13 | Rit | Rit | 13    | 7º   |

| Legenda | 1º posto     | 2º posto | 3º posto    | A punti         | Senza punti/Non class.  | Grassetto – Pole position Corsivo – Giro più veloce |
| Legenda | Squalificato | Ritirato | Non partito | Non qualificato | Solo prove/Terzo pilota | Grassetto – Pole position Corsivo – Giro più veloce |

(*) Indica quei piloti che non hanno terminato la gara ma sono ugualmente classificati avendo coperto, come previsto dal regolamento, almeno il 90% della distanza totale.